# Yanchep National Park
Yanchep National Park är en nationalpark i Australien.   Den ligger i delstaten Western Australia, i den västra delen av landet, 3 100 km väster om huvudstaden Canberra. Yanchep National Park ligger 13 meter över havet.
Omgivningarna runt Yanchep National Park är i huvudsak ett öppet busklandskap. Runt Yanchep National Park är det ganska glesbefolkat, med 34 invånare per kvadratkilometer.